# Лучжоу (станция метро)
«Лучжоу» (англ. Luzhou; кит. 蘆洲) — конечная станция линии Синьчжуан Тайбэйского метрополитена. Находится на территории района Лучжоу города Новый Тайбэй. Станция была открыта 3 ноября 2010 года. Следующая станция на линии — «Средняя школа Саньминь».

## Техническая характеристика
«Лучжоу» — однопролётная станция с островной платформой, находящаяся на глубине 24 метра. Длина платформы — 216 метров, а ширина — 21. На станции установлены платформенные раздвижные двери. На станции есть три выхода, оснащённые эскалаторами. Один выход также оснащен лифтом для пожилых людей и инвалидов.

## Путевое развитие
За станцией располагается электродепо Лучжоу.